# Teresa Piotrowska
Teresa Piotrowska (Tczew; 5 de Fevereiro de 1955 — ) é um político da Polónia. Ela foi eleito para a Sejm em 25 de Setembro de 2005 com 16716 votos em 4 no distrito de Bydgoszcz, candidato pelas listas do partido Platforma Obywatelska.
Ele também foi membro da Sejm 2001-2005.